# SN 2000cc
SN 2000cc – supernowa nieznanego typu odkryta 30 kwietnia 2000 roku w galaktyce M+04-41-05. W momencie odkrycia miała maksymalną jasność 18,50m.